# Putipù
Il putipù, detto anche cupa cupa, è uno strumento musicale membranofono a frizione usato nella musica popolare di gran parte dell'Italia meridionale.

## Struttura
Lo strumento è composto da una membrana in pelle animale (generalmente di capra o capretto) o in tela grossa, una canna (solitamente di bambù) e da una camera di risonanza (generalmente in legno, latta o terracotta). La canna è legata al centro della membrana che la avvolge in punta.

## Utilizzo
Per suonare il putipù si inumidisce con acqua la membrana o la stoffa, si impugna la canna con una mano bagnata e la si friziona con un movimento ritmico dall'alto verso il basso e viceversa: la frizione così generata produce il caratteristico suono dalla tonalità bassa di questo strumento. Nel modo in cui la mano viene chiusa risiede la possibilità di produrre un suono altrimenti molto difficile a generarsi. Per evitare di scorticarsi il palmo della mano in corrispondenza delle escrescenze coriacee della canna, date dagli anelli di accrescimento, è anche possibile utilizzare un panno umido per frizionare la canna.
Nel folclore popolare il suonatore era costretto a pause continue, per raffreddare il palmo della mano. I suonatori più abili non chiudevano la mano a pugno, ma facevano scivolare il palmo, che spesso ostentavano completamente aperto, su e giù per la canna, a dimostrare la loro perizia, misurata dal numero di cannucce che si spezzavano durante l'esibizione: più cannucce si spezzavano, meno esperto era il suonatore.

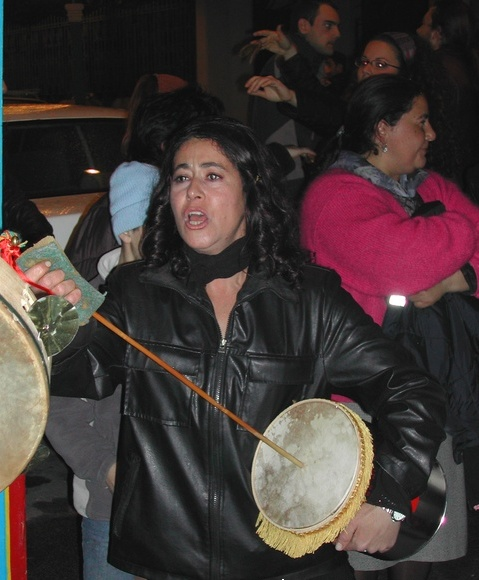
Suonatrice di putipù

## Diffusione
La sua area di diffusione e utilizzo, da nord a sud, va dall'Abruzzo fino alla Calabria, presentando numerose variazioni locali, sia nella struttura che nel nome. Ad esempio, nel Salento la membrana è di capretto, mentre in Campania è di pelle più dura, generalmente di capra. In Basilicata viene anche realizzato con la vescica di maiale.

## Nomi alternativi
A livello regionale: Zughi-zughi o Cupi-cupi in Calabria, Cupa cupa in Puglia, Caccavella in Campania, Cupo Cupo o Cupe Cupe in Basilicata, Bufù in Molise, Vattacicirchie o Battafoch' in Abruzzo, Zucutufù o Cutecù in Ciociaria e Zighedebù nel Gargano. Nella città di Gaeta  viene chiamato "Urzo" e utilizzato per suonare nel tradizionale "sciuscio Gaetano" il 31 Dicembre.

## Nella letteratura
Lo scrittore e pittore torinese Carlo Levi, condannato al confino nel paese lucano di Aliano per la sua attività giornalistica contro il fascismo, cita questo strumento nel suo romanzo Cristo si è fermato a Eboli. Così l'autore narra i preparativi per il Natale nel paese di Aliano:
Il cupo cupo è uno strumento rudimentale, fatto di una pentola o di una scatola di latta, con l'apertura superiore chiusa da una pelle tesa come un tamburo. in mezzo alla pelle è infisso un bastoncello di legno. Soffregando con la mano destra, in su e in giù, il bastone, si ottiene un suono basso, tremolante, oscuro, come un monotono brontolio. 
Tutti i ragazzi, nella quindicina che precede il Natale, si costruivano un cupo cupo, e andavano, in gruppi, cantando su quell'unica nota di accompagnamento, delle specie di nenie, su un solo motivo.»
(Carlo Levi)